# Pedostrangalia nobilis
Pedostrangalia nobilis är en skalbaggsart som beskrevs av Holzschuh 2008. Pedostrangalia nobilis ingår i släktet Pedostrangalia och familjen långhorningar.
Artens utbredningsområde är Laos. Inga underarter finns listade i Catalogue of Life.